# Marc Hollander
Pour les articles homonymes, voir Hollander.
Marc Hollander est un musicien, compositeur et réalisateur musical belge, né le 24 mars 1950. Il a fondé le label indépendant Crammed Discs en 1980, et préside toujours aux destinées du label, dont il est également le directeur artistique.

## Biographie
Après avoir participé à divers projets, Marc Hollander enregistre l'album Onze danses pour combattre la migraine en 1977, en compagnie de Vincent Kenis, sous le nom de groupe Aksak Maboul.  L'album paraît sur l'éphémère label Kamikaze, dirigé par Marc Moulin. Hollander et Kenis y mélangent et déconstruisent allègrement les genres afin de créer leur propre univers musical. Avec ses éléments de jazz, d'électronique, de fausses musiques africaines ou balkaniques, de musique minimaliste, cet album-culte ressemble, rétrospectivement, à une sorte de programme : on y trouve les parti-pris esthétiques et les principales idées qui seront explorées par le label Crammed Discs jusqu’à ce jour.
À la suite de la parution de l'album, Aksak Maboul devient un véritable groupe, à géométrie variable : une dizaine de musiciens s'y succèdent au fil des concerts. Un 2e album (Un peu de l'âme des bandits) est enregistré en 1979, avec la participation des musiciens anglais Fred Frith et Chris Cutler. À la suite de cette rencontre, Frith et Cutler invitent Hollander à rejoindre leur groupe, Art Bears, lors de la seule tournée européenne du groupe. Hollander participe peu après à l'enregistrement de Gravity, le premier album de Fred Frith pour Ralph Records (label de The Residents).
En 1980, Marc Hollander fonde le label Crammed Discs, au sein duquel il découvre, lance et/ou accompagne la carrière internationale d'artistes tels que Bebel Gilberto, Zap Mama, Kasai Allstars, Cibelle, Taraf de Haidouks, Tuxedomoon, Bel Canto, Minimal Compact, Hector Zazou, Sussan Deyhim, Snooze/Dominique Dalcan, DJ Morpheus, 4hero, Juryman, Suba, Zuco 103, Celso Fonseca, Dominic Sonic, Kocani Orkestar, Mahala Rai Banda, Balkan Beat Box,  Lonely Drifter Karen,  Maïa Vidal, Megafaun, Staff Benda Bilili, Skip&Die, Konono N°1, Yasmine Hamdan, Juana Molina, Acid Arab, Aquaserge etc. En 2020, à l'aube de son 40s anniversaire, le label a publié plus de 375 albums sous la houlette de Marc Hollander.
En 1981, Aksak Maboul fusionne avec The Honeymoon Killers, dont l'album The Honeymoon Killers constituera le premier succès international du label Crammed. Tout au long des années 1980, Marc Hollander poursuit des activités de musicien et de producteur   tout en dirigeant le label. Il participe ainsi à des tournées avec les Tueurs de la lune de miel, à de nombreux enregistrements aux côtés d'artistes signés chez Crammed, etc. Par la suite, il se consacre exclusivement à la direction artistique et à la gestion du label (mis à part de rares enregistrements sous le nom d'Aksak Maboul ou Mr Big Mouse).
En 2014, Crammed Discs fait paraître l'album intitulé Ex-Futur Album, par Véronique Vincent & Aksak Maboul. Il s'agit d'un ensemble de chansons écrites et enregistrées entre 1980 et 1983 par Marc Hollander et la chanteuse des Honeymoon Killers, Véronique Vincent. Laissé de côté pendant 30 ans, l'album a été assemblé et retravaillé en 2014 par Marc Hollander.
À la suite de l'accueil médiatique favorable réservé à Ex-Futur Album, Marc Hollander et Véronique Vincent créent une nouvelle mouture scénique d'Aksak Maboul en 2015, et donnent quelques dizaines de concerts à travers l'Europe.
Aksak Maboul s’articule à présent autour de Hollander et de Véronique Vincent qui ont récemment écrit, enregistré et fait paraître deux nouvaux albums: Figures (2020) et Une aventure de VV (Songspiel) (2023).

## Discographie
- Aksak Maboul : Onze Danses Pour Combattre la Migraine (1977, Kamikaze Records, réédité chez Crammed Discs)
- Aksak Maboul : Un Peu de l'Âme des Bandits (1980, Crammed Discs, 2018: réédition vinyle)
- Les Tueurs de la lune de miel: The Honeymoon Killers (1982,  Crammed Discs)
- Aksak Maboul : Un Chien mérite un mort de chien (1983, in Made To Measure Vol.1, Crammed Discs)
- Participation en tant que musicien et/ou producteur à des albums de Minimal Compact, Benjamin Lew & Steven Brown, Zazou Bikaye, Fred Frith, Bel Canto, Mr Big Mouse etc. , voir http://www.crammed.be/index.php?id=34&art_id=85
- Aksak Maboul vs Kasai Allstars : Land Dispute (dans l'album Tradi-Mods vs Rockers, 2010, Crammed Discs)
- Véronique Vincent & Aksak Maboul : Ex-Futur Album (2014, Crammed Discs)
- Véronique Vincent & Aksak Maboul : 16 Visions of Ex-Futur (2016, Crammed Discs)
- Aksak Maboul: Figures (2020, Crammed Discs)
- Aksak Maboul: Redrawn Figures 1 & 2 (2021, Crammed Discs)
- Aksak Maboul: Une aventure de VV (Songspiel) (2023, Crammed Discs)